# Tuyến Tōkyū Tōyoko
Tuyến Tokyu Toyoko (東急東横線 (Đông Cấp Đông Hoành Tuyến) Tōkyū Tōyoko-sen) là một tuyến đường sắt quan trọng kết nối thủ đô Tokyo (Shibuya) với thành phố Yokohama, Nhật Bản. Tuyến được sở hữu và vận hành bởi một công ty đường sắt tư nhân là Tập đoàn Tokyu. Tên của tuyến, Tōyoko (東横 - Đông Hoành), là sự kết hợp của hai chữ cái đầu tiên của Tōkyō (東京 - Đông Kinh) và Yokohama (横浜 - Hoành Banh).

## Các dịch vụ
- L = Local (各駅停車 (Các Dịch Đình Xa) Kakueki-teisha?) - tàu thường - dừng ở tất cả các ga
- Ex = Tốc hành (急行 (Tốc Hành) Kyūkō?)
- CE = Tốc hành (phục vụ đi làm) (通勤特急 (Thông Cần Đặc Cấp) Tsūkin Tokkyū?)
- LE = Tốc hành đặc biệt (特急 (Đặc Cấp) Tokkyū?)
- ST = S-Train (vận hành bởi Seibu; chỉ vào các ngày cuối tuần)

## Các ga của tuyến
Ký hiệu:
- O: dừng; |: không dừng

| Mã số | Tên ga           | Hán tự   | Khoảng cách tính từ ga đầu (km) | L | Ex | CE | LE | ST | Có thể chuyển tuyến | Vị trí                | Vị trí         |
| --- | ---------------- | -------- | ------------------------------- | - | -- | -- | -- | -- | --- | --------------------- | -------------- |
| ↑ Nối tiếp tới/từ Shinrinkōen và Hannō bằng F Tuyến Tokyo Metro Fukutoshin, TJ Tuyến Tobu Tojo, và Tuyến Seibu Ikebukuro ↑ |                  |          |                                 |   |    |    |    |    | |                       |                |
| TY01 | Shibuya          | 渋谷     | 0,0                             | O | O  | O  | O  | O  | - JY Tuyến Yamanote - JA Tuyến Saikyō - JS Tuyến Shōnan-Shinjuku - DT Tuyến Tokyu Den-en-toshi - Tuyến Keio Inokashira - Z Tuyến Tokyo Metro Hanzomon - G Tuyến Tokyo Metro Ginza - F Tuyến Tokyo Metro Fukutoshin          | Shibuya, Tokyo        | Shibuya, Tokyo |
| TY02 | Daikan-yama      | 代官山   | 1,5                             | O | \| | \| | \| | \| | | Shibuya, Tokyo        | Shibuya, Tokyo |
| TY03 | Naka-Meguro      | 中目黒   | 2,2                             | O | O  | O  | O  | \| | H Tuyến Tokyo Metro Hibiya | Meguro, Tokyo         | Meguro, Tokyo  |
| TY04 | Yūtenji          | 祐天寺   | 3,2                             | O | \| | \| | \| | \| | | Meguro, Tokyo         | Meguro, Tokyo  |
| TY05 | Gakugeidaigaku   | 学芸大学 | 4,2                             | O | O  | \| | \| | \| | | Meguro, Tokyo         | Meguro, Tokyo  |
| TY06 | Toritsudaigaku   | 都立大学 | 5,6                             | O | \| | \| | \| | \| | | Meguro, Tokyo         | Meguro, Tokyo  |
| TY07 | Jiyūgaoka        | 自由が丘 | 7,0                             | O | O  | O  | O  | O  | OM Tuyến Tokyu Oimachi | Meguro, Tokyo         | Meguro, Tokyo  |
| TY08 | Den-en-chōfu     | 田園調布 | 8,2                             | O | O  | \| | \| | \| | MG Tuyến Tokyu Meguro | Ōta, Tokyo            | Ōta, Tokyo     |
| TY09 | Tamagawa         | 多摩川   | 9,0                             | O | O  | \| | \| | \| | - MG Tuyến Tokyu Meguro - TM Tuyến Tokyu Tamagawa | Ōta, Tokyo            | Ōta, Tokyo     |
| TY10 | Shin-Maruko      | 新丸子   | 10,3                            | O | \| | \| | \| | \| | MG Tuyến Tokyu Meguro | Nakahara-ku, Kawasaki | tỉnh Kanagawa  |
| TY11 | Musashi-Kosugi   | 武蔵小杉 | 10,8                            | O | O  | O  | O  | \| | - MG Tuyến Tokyu Meguro - JN Tuyến Nambu - JO Tuyến Yokosuka - JS Tuyến Shōnan-Shinjuku | Nakahara-ku, Kawasaki | tỉnh Kanagawa  |
| TY12 | Motosumiyoshi    | 元住吉   | 12,1                            | O | \| | \| | \| | \| | MG Tuyến Tokyu Meguro | Nakahara-ku, Kawasaki | tỉnh Kanagawa  |
| TY13 | Hiyoshi          | 日吉     | 13,6                            | O | O  | O  | \| | \| | - MG Tuyến Tokyu Meguro - Tuyến Green (G10) | Kōhoku-ku, Yokohama   | tỉnh Kanagawa  |
| TY14 | Tsunashima       | 綱島     | 15,8                            | O | O  | \| | \| | \| | | Kōhoku-ku, Yokohama   | tỉnh Kanagawa  |
| TY15 | Ōkurayama        | 大倉山   | 17,5                            | O | \| | \| | \| | \| | | Kōhoku-ku, Yokohama   | tỉnh Kanagawa  |
| TY16 | Kikuna           | 菊名     | 18,8                            | O | O  | O  | O  | \| | JH Tuyến Yokohama | Kōhoku-ku, Yokohama   | tỉnh Kanagawa  |
| TY17 | Myōrenji         | 妙蓮寺   | 20,2                            | O | \| | \| | \| | \| | | Kōhoku-ku, Yokohama   | tỉnh Kanagawa  |
| TY18 | Hakuraku         | 白楽     | 21,4                            | O | \| | \| | \| | \| | | Kanagawa-ku, Yokohama | tỉnh Kanagawa  |
| TY19 | Higashi-Hakuraku | 東白楽   | 22,1                            | O | \| | \| | \| | \| | | Kanagawa-ku, Yokohama | tỉnh Kanagawa  |
| TY20 | Tammachi         | 反町     | 23,2                            | O | \| | \| | \| | \| | | Kanagawa-ku, Yokohama | tỉnh Kanagawa  |
| TY21 | Yokohama         | 横浜     | 24,2                            | O | O  | O  | O  | O  | - JT Tuyến Tōkaidō Main - JO Tuyến Yokosuka - JK Tuyến Keihin-Tohoku - JH Tuyến Yokohama - JK Tuyến Negishi - JS Tuyến Shōnan-Shinjuku - KK Tuyến Keikyū Chính - Tuyến Sotetsu Chính - Tuyến Minatomirai - Tuyến Blue (B20) | Nishi-ku, Yokohama    | tỉnh Kanagawa  |
| ↓ Nối tiếp tới/từ Motomachi-Chūkagai bằng Tuyến Minatomirai ↓                                                              |                  |          |                                 |   |    |    |    |    | |                       |                |

## Các thế hệ toa xe
- Dòng Tokyu 5050 8 toa
- Dòng Tokyu 5050-4000 10 toa
- Dòng Y500 8 toa
- Dòng Tokyo Metro 7000 8/10 toa (từ tháng 9 năm 2012)
- Dòng Tokyo Metro 10000 8/10 toa (từ tháng 9 năm 2012)
- Dòng Tobu 9000 10 toa (từ tháng 3 năm 2013)
- Dòng Tobu 50070 10-car EMUs (từ tháng 3 năm 2013)
- Dòng Seibu 6000 10-car EMUs (từ tháng 3 năm 2013)
- Dòng Seibu 40000 10-car EMUs (từ 25 tháng 3 năm 2017)

Các tàu Dòng Tokyo Metro 10000 8 toa đã bắt đầu hoàn vốn và mang lại doanh thu trên Tuyến Tokyu Toyoko và Tuyến Minatomirai từ 7 tháng 9 năm 2012.

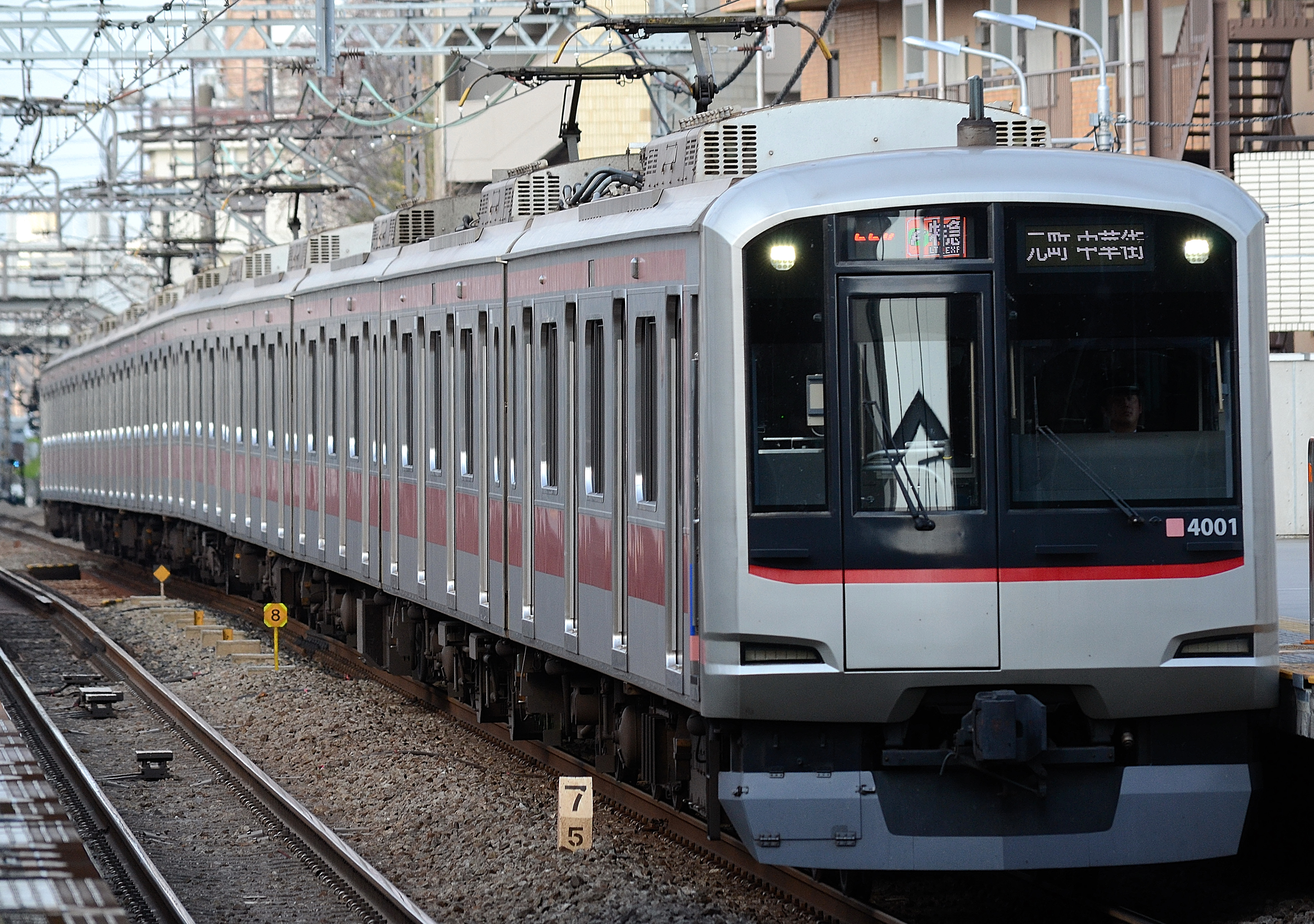
Dòng Tokyu 5050-4000
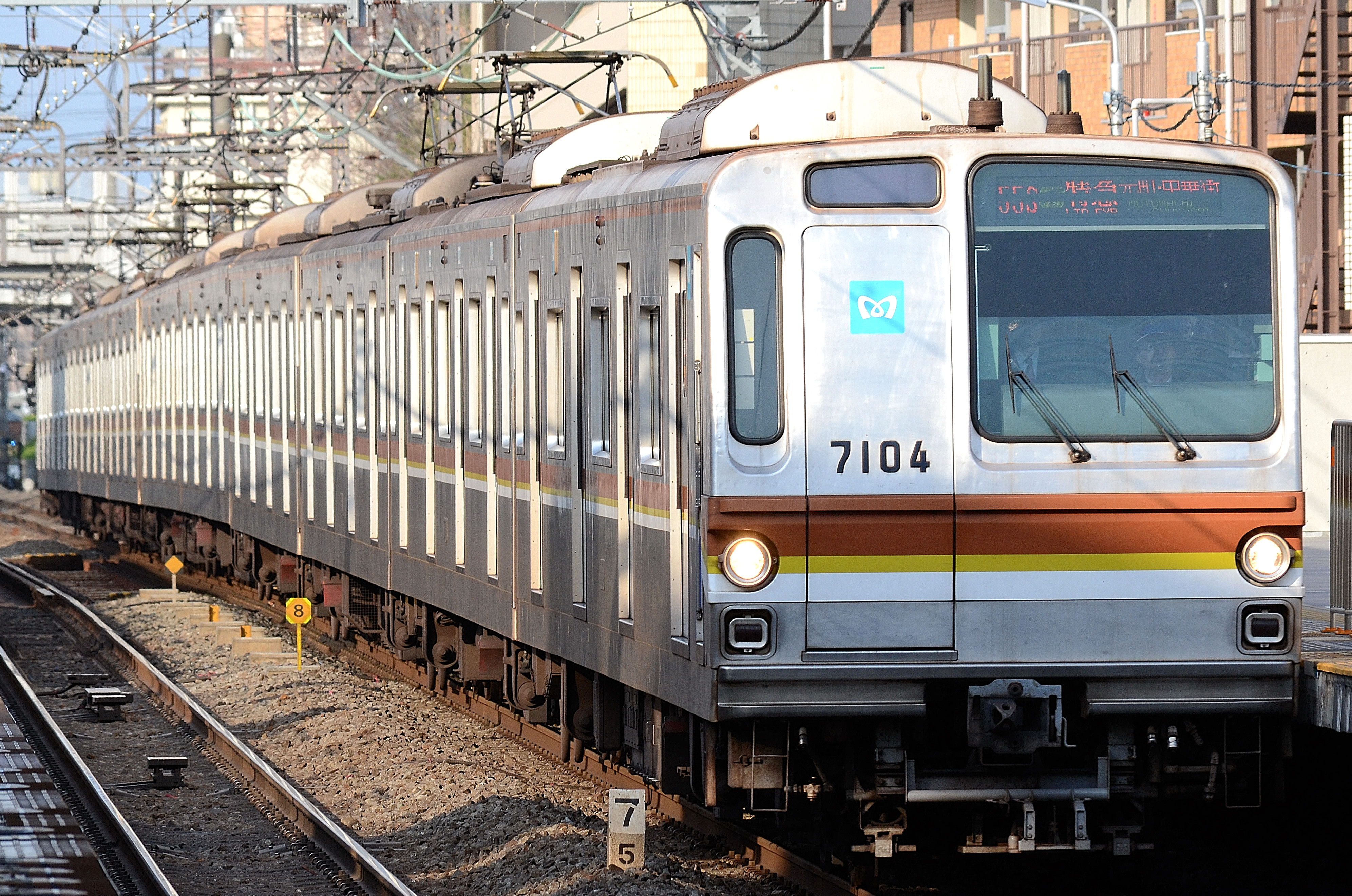
Dòng Tokyo Metro 7000
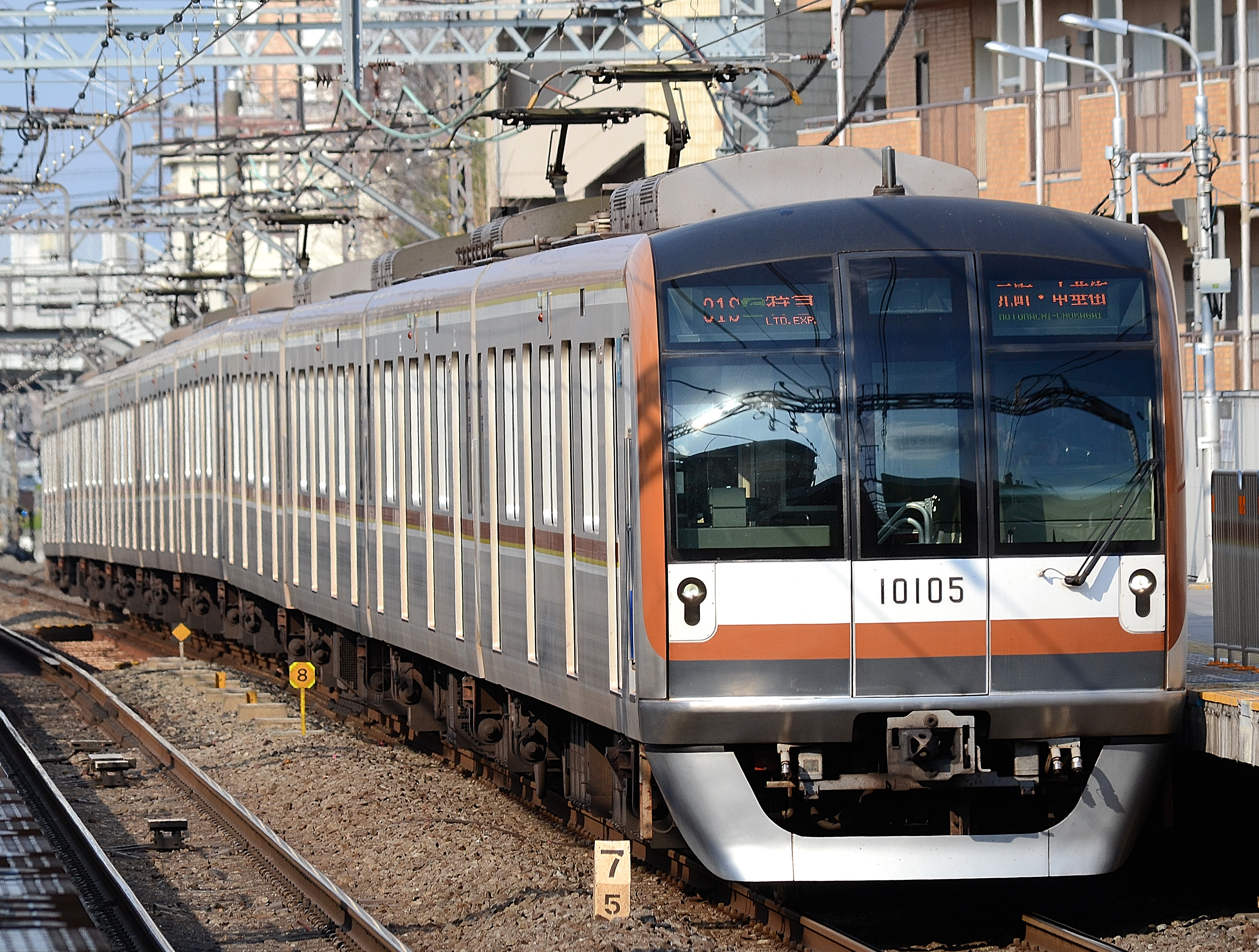
Dòng Tokyo Metro 10000
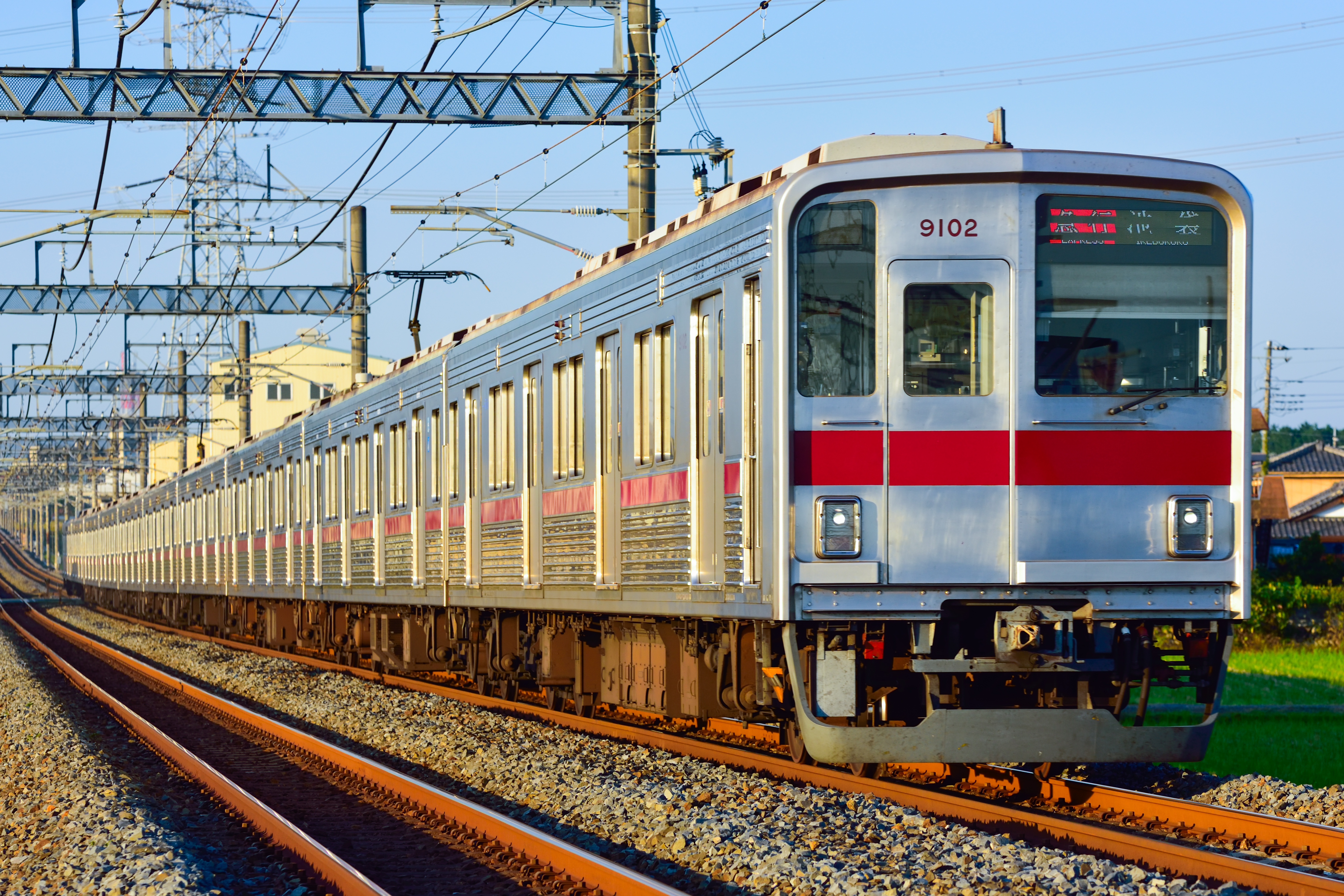
Dòng Tobu 9000
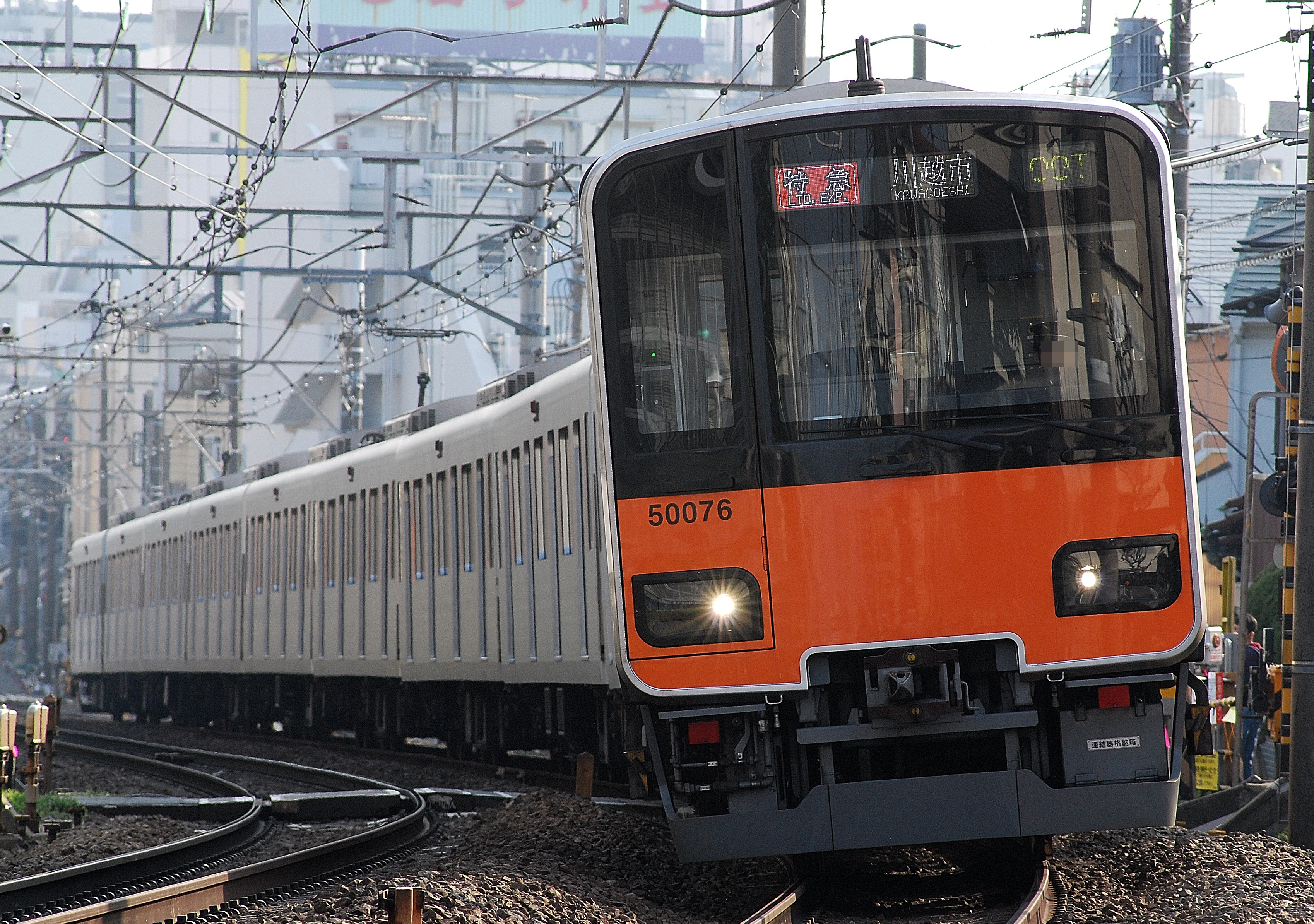
Dòng Tobu 50070
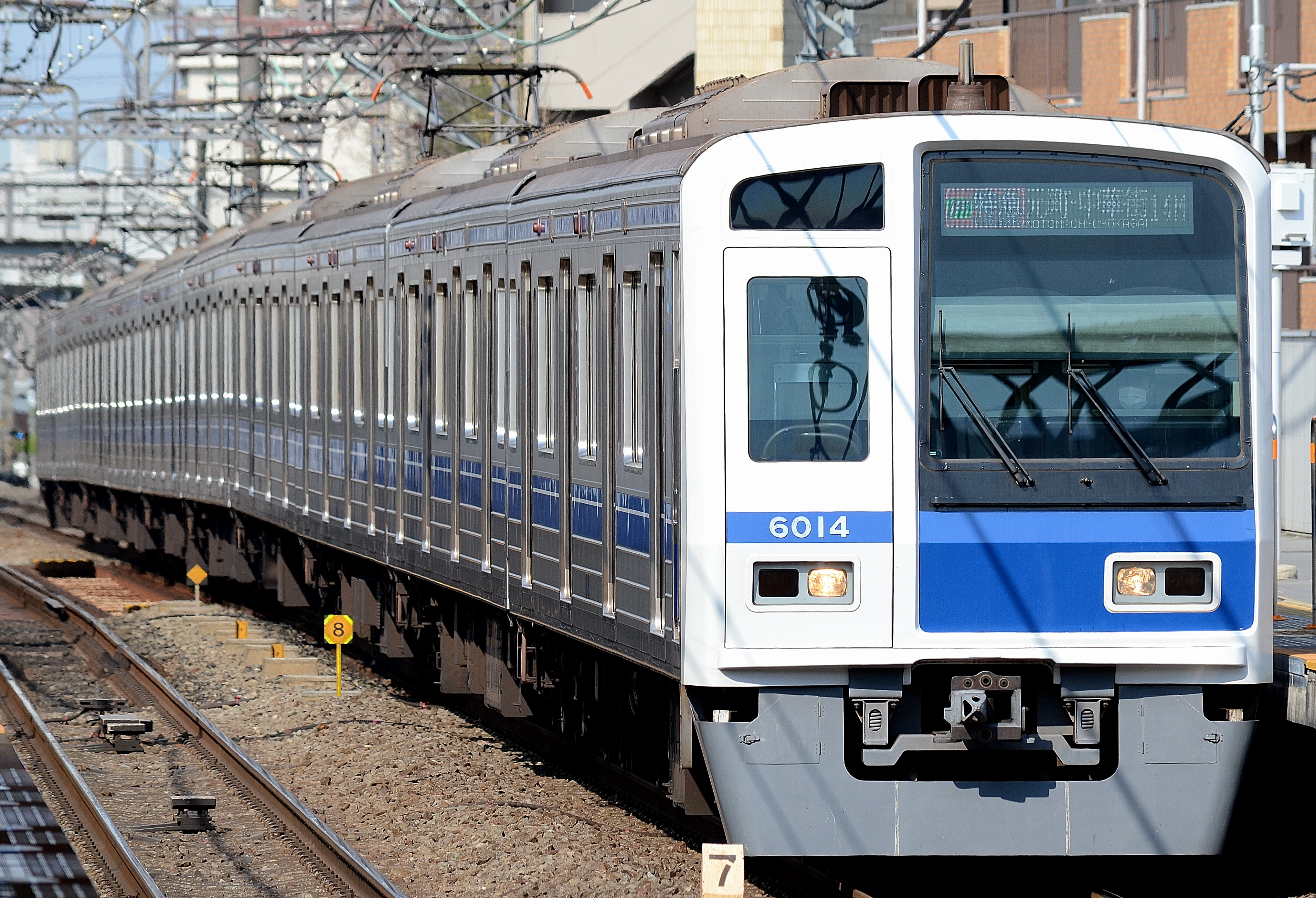
Dòng Seibu 6000
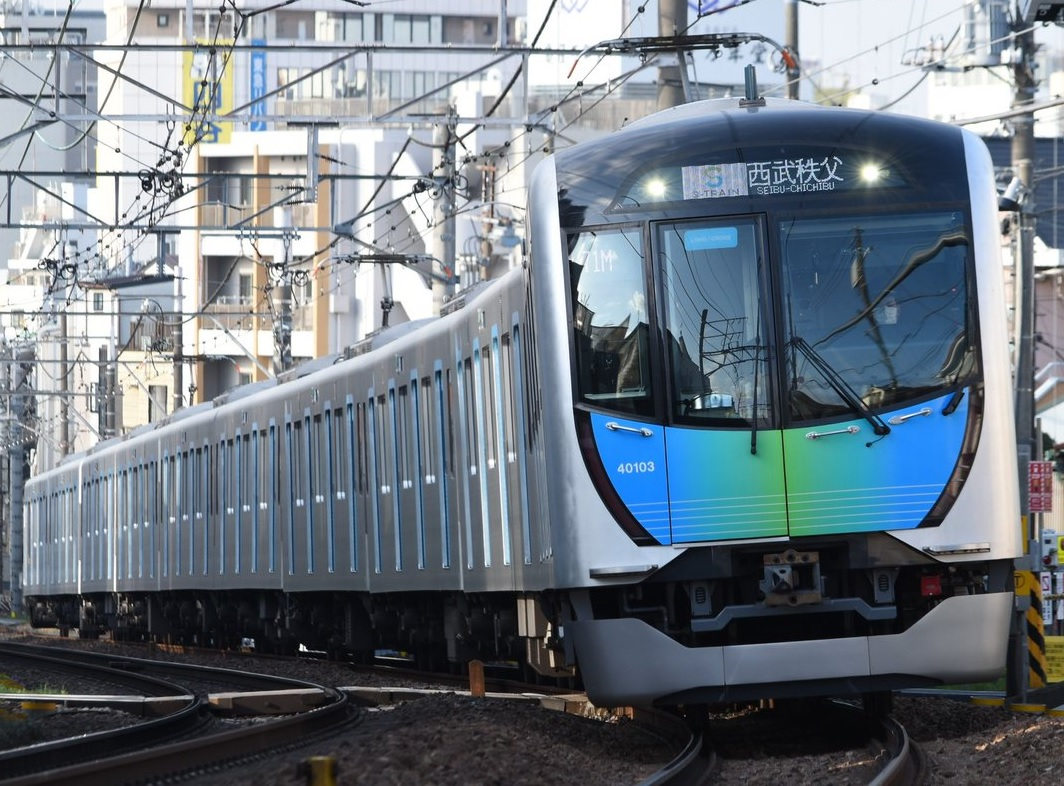
Dòng Seibu 40000

### Các thế hệ toa xe cũ
- Dòng Tokyu 1000 8 toa
- Dòng Tokyu 3000 8 toa[3]
- Dòng Tokyu 8000 8 toa
- Dòng Tokyu 8090 8 toa
- Dòng Tokyu 8500 8 toa
- Dòng Tokyu 9000 8 toa
- Dòng Tokyo Metro 03 (đến 15 tháng 3 năm 2013)

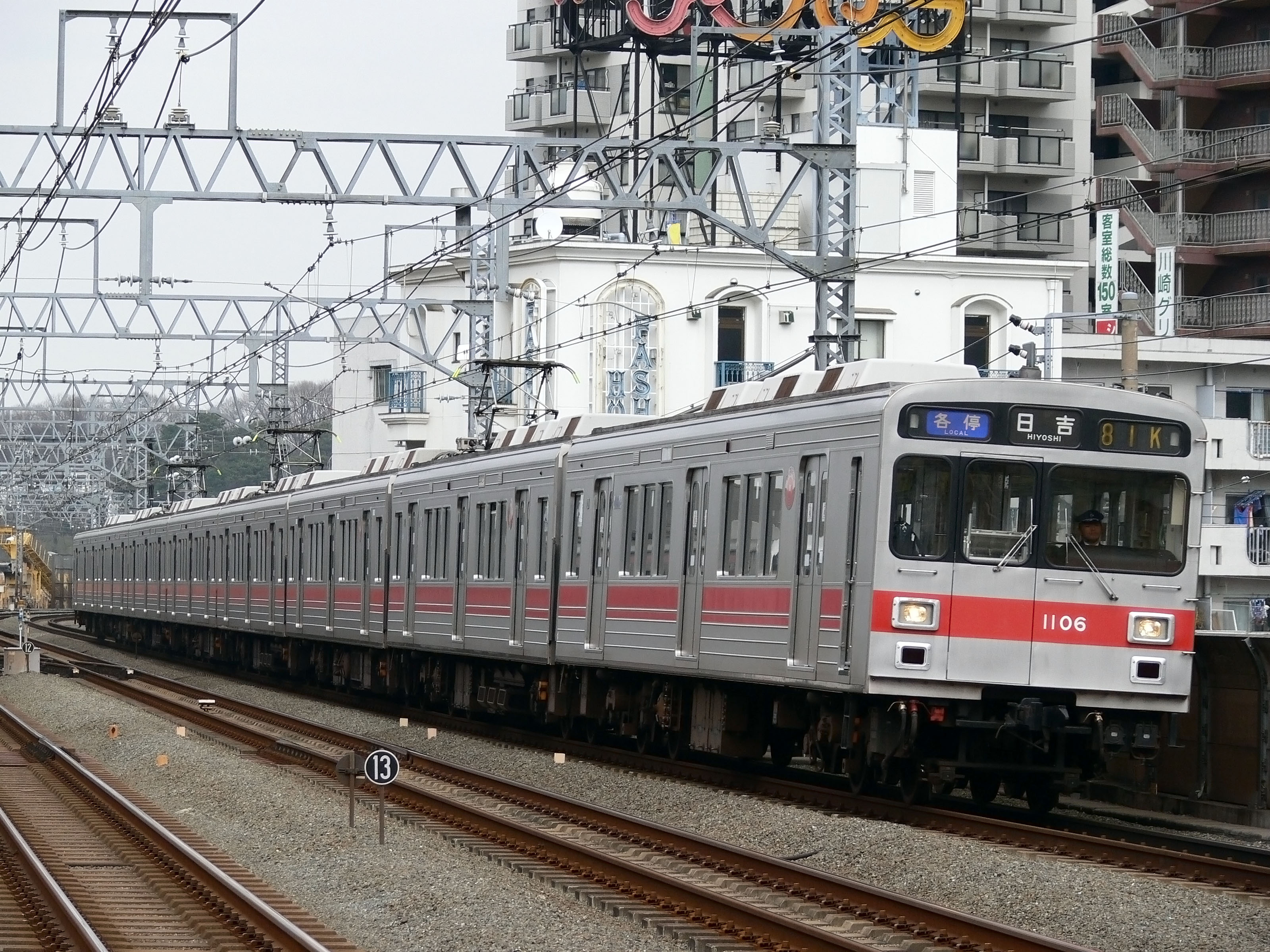
Dòng Tokyu 1000
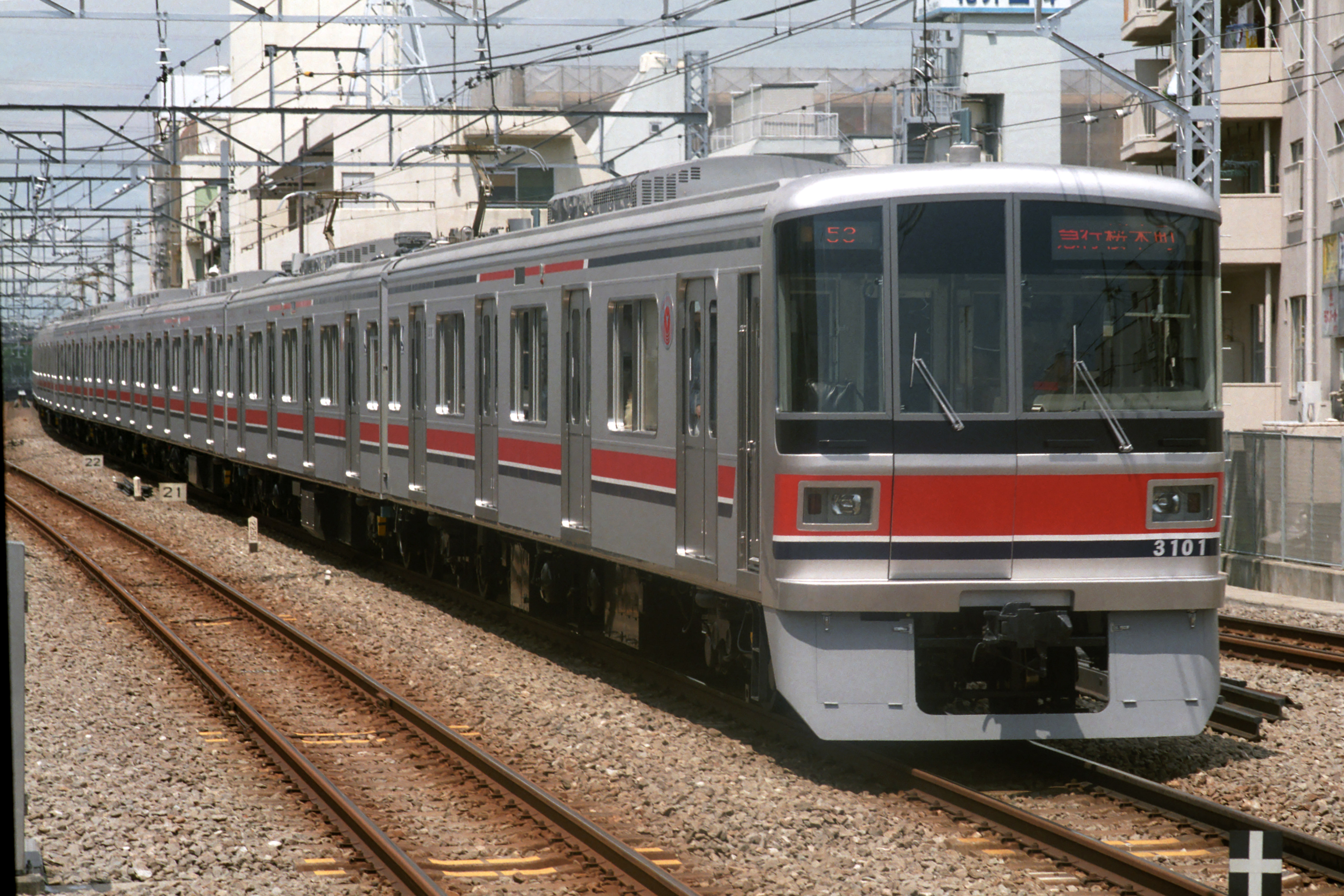
Dòng Tokyu 3000
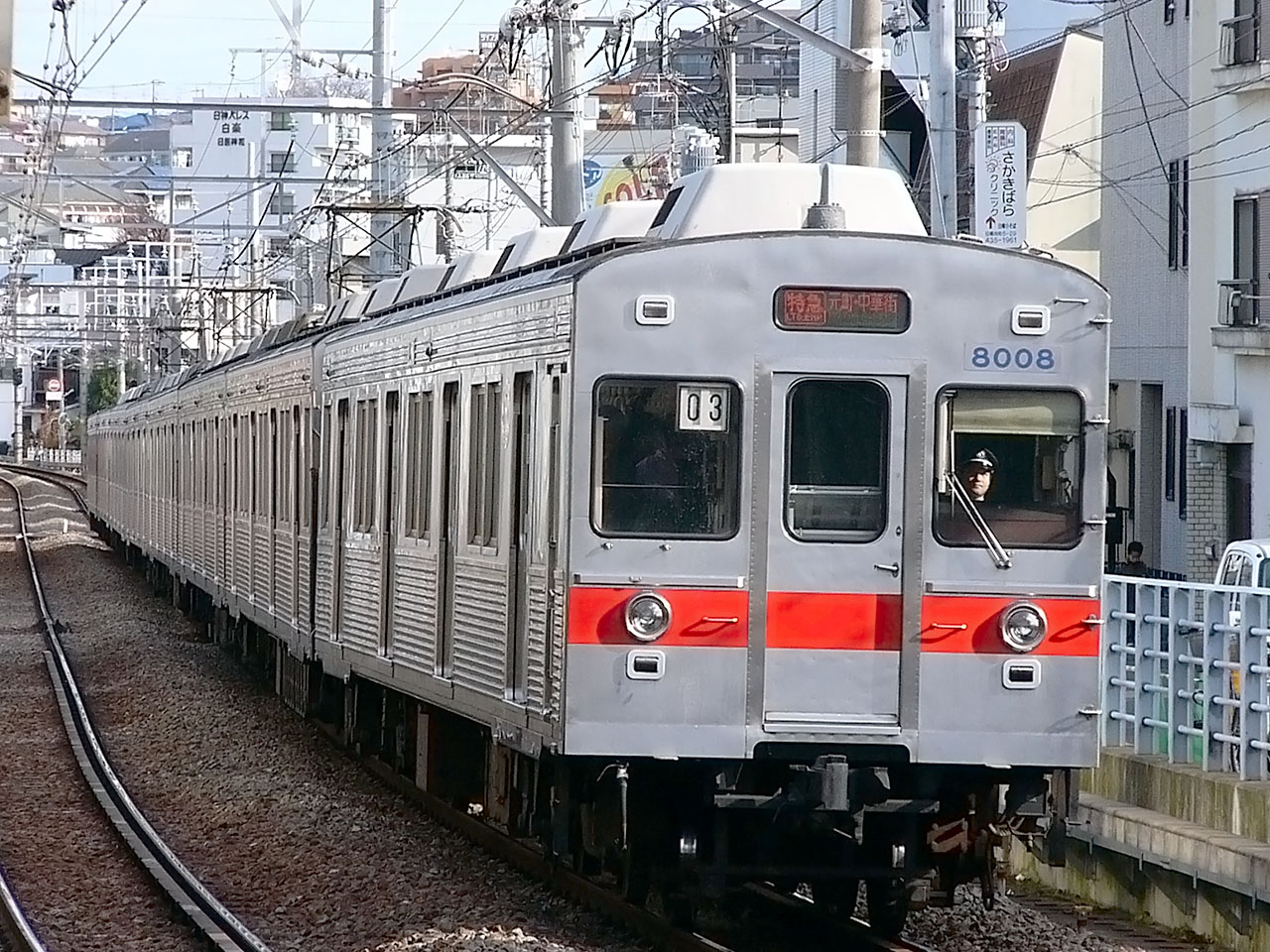
Dòng Tokyu 8000
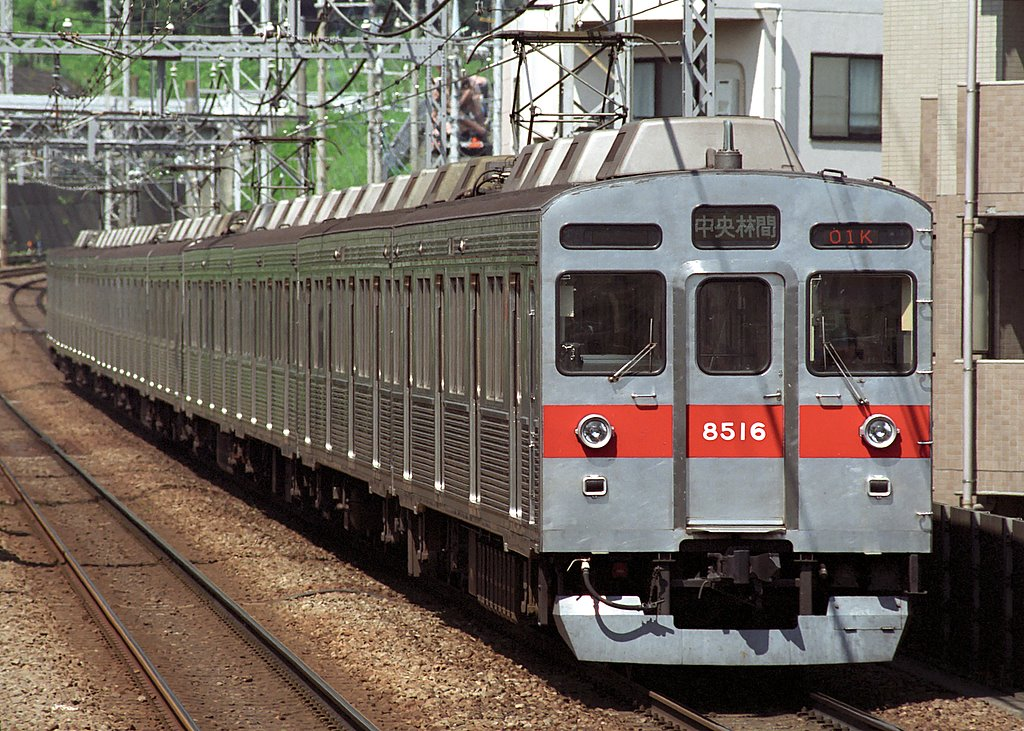
Dòng Tokyu 8500
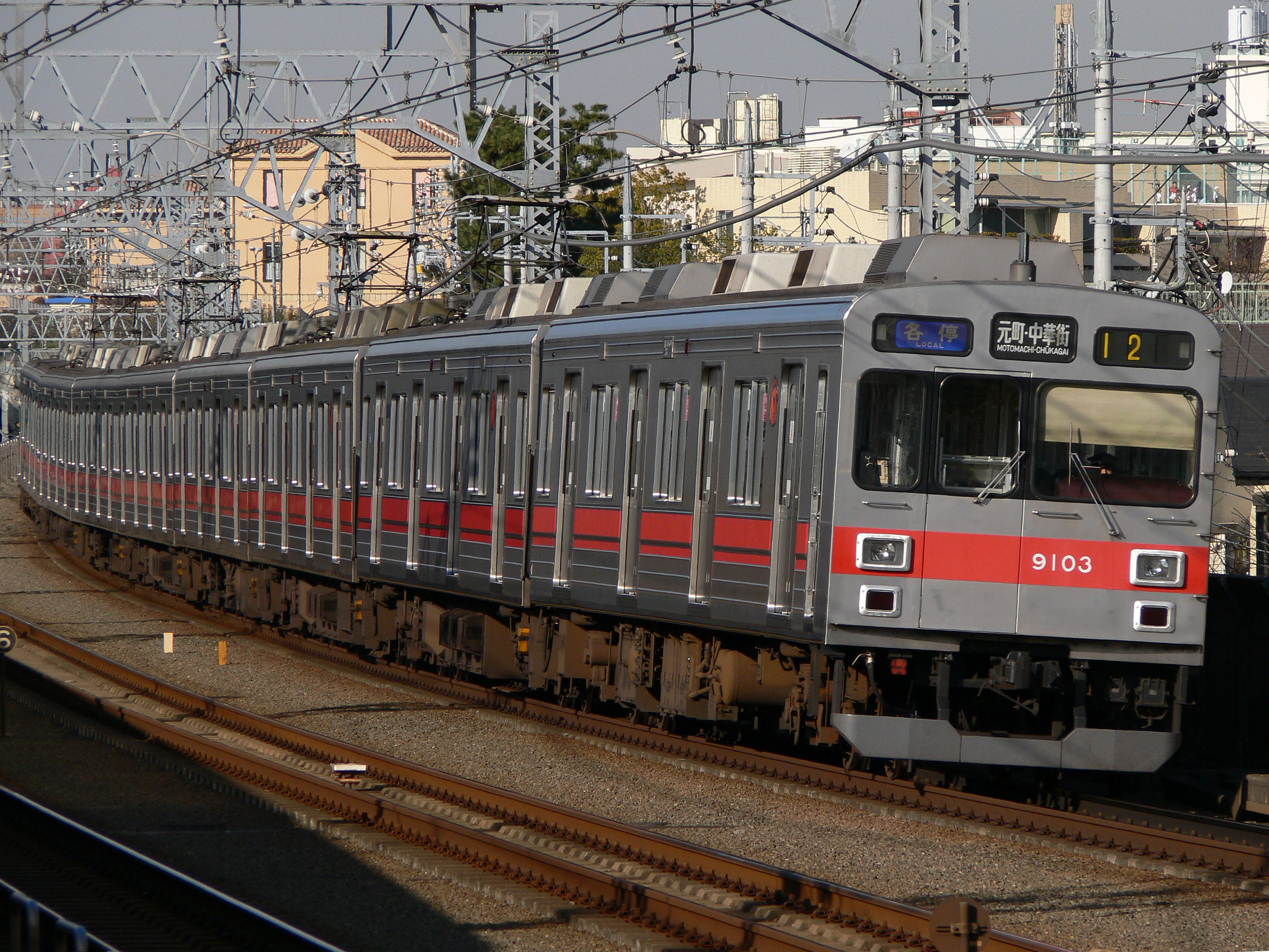
Dòng Tokyu 9000
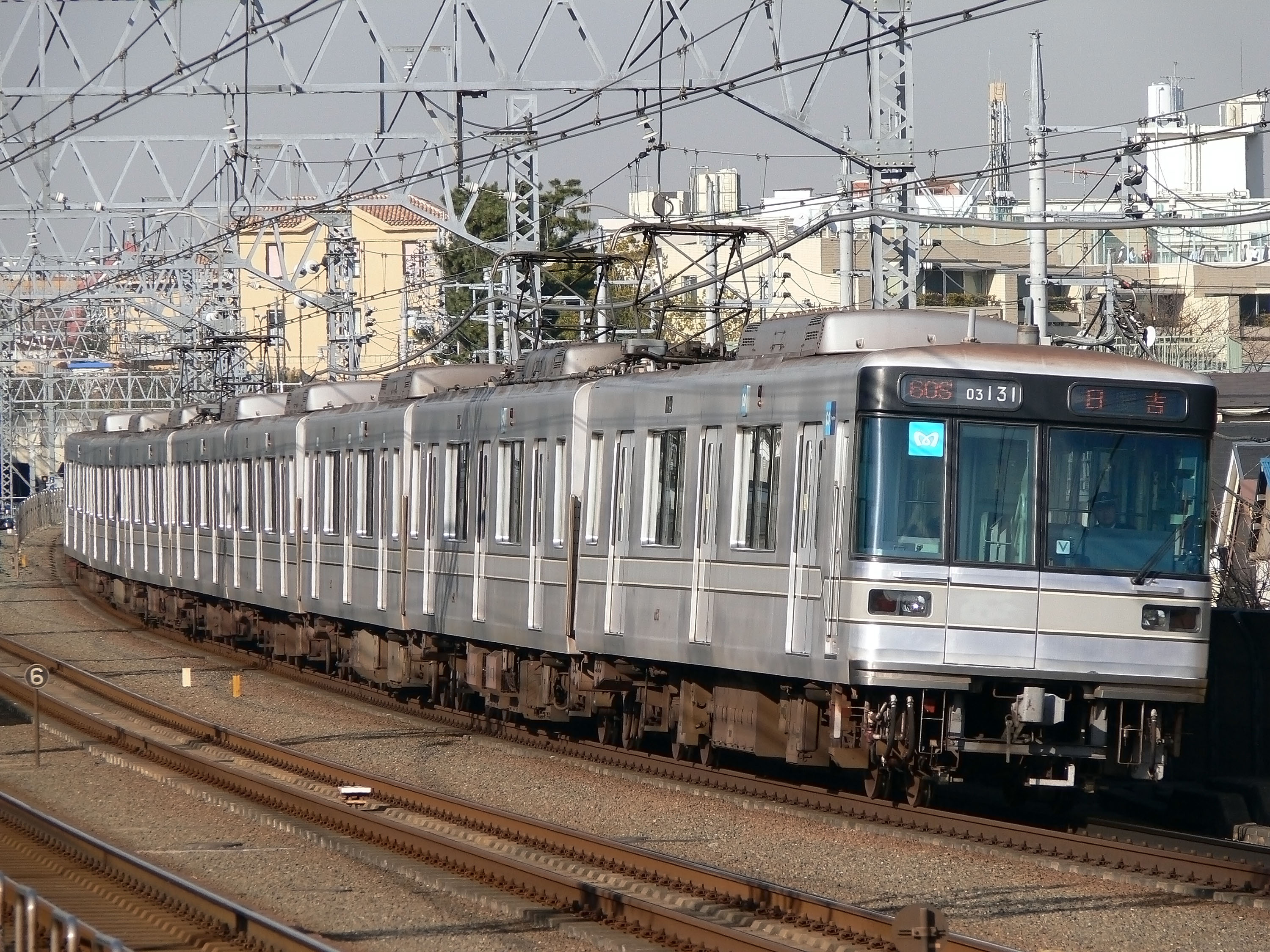
Dòng Tokyo Metro 03

## Lịch sử

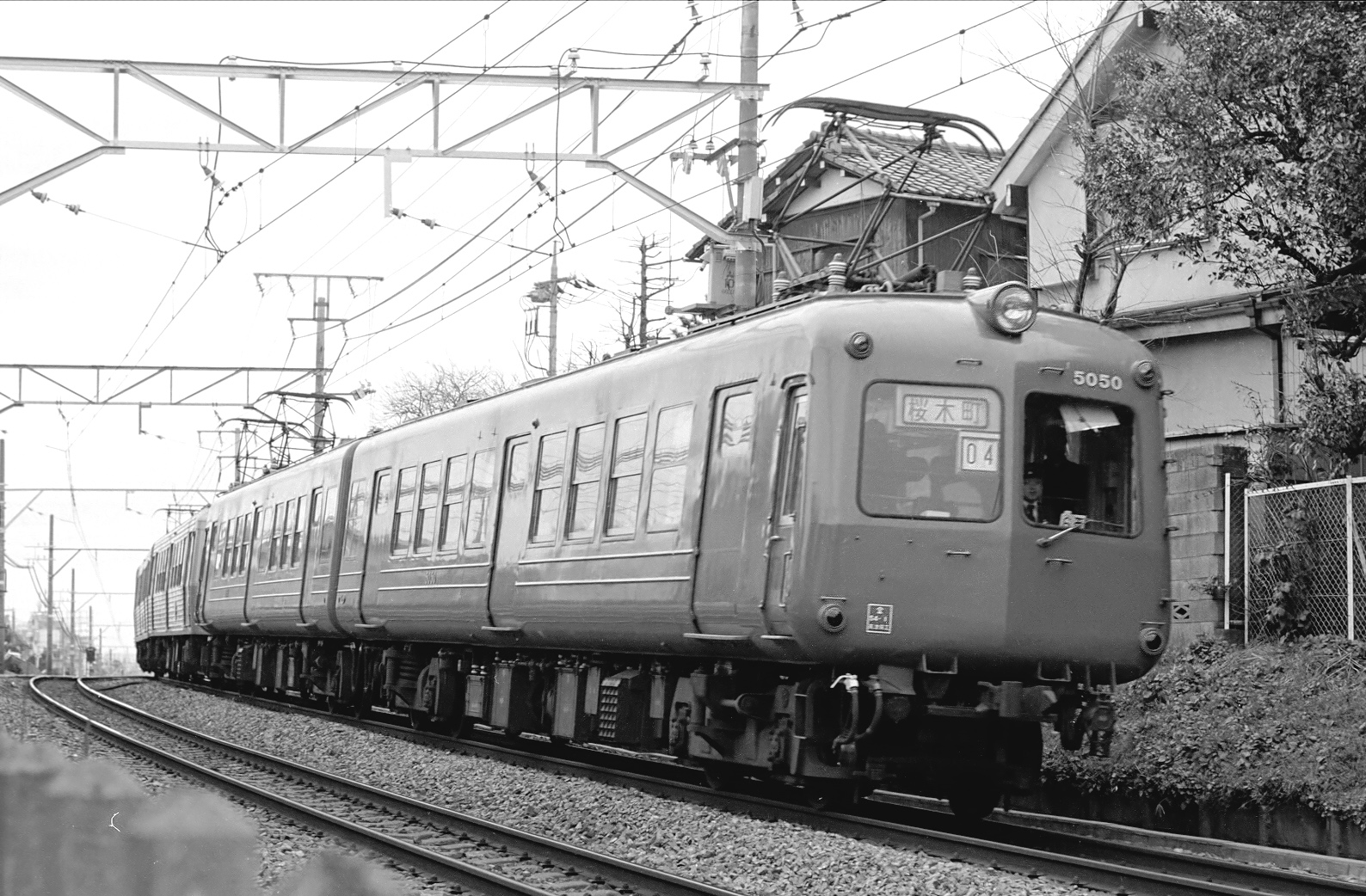
Tàu điện của Tuyến Toyoko năm 1980

Đoạn đầu tiên của tuyến bắt đầu từ Tamagawa tới Kanagawa (tách ra từ ga Kanagawa hiện tại của Keikyu) được mở cửa vào ngày 14 tháng 2 năm 1926. Tuyến được kéo dài đáng kể đến gần như toàn bộ chiều dài hiện nay từ Shibuya tới Sakuragichō ở Yokohama được mở cửa vào ngày 31 tháng 3 năm 1932. Ngày 29 tháng 8 năm 1964, tuyến bắt đầu được nối tiếp với Tuyến Tokyo Metro Hibiya ở ga Naka-Meguro.

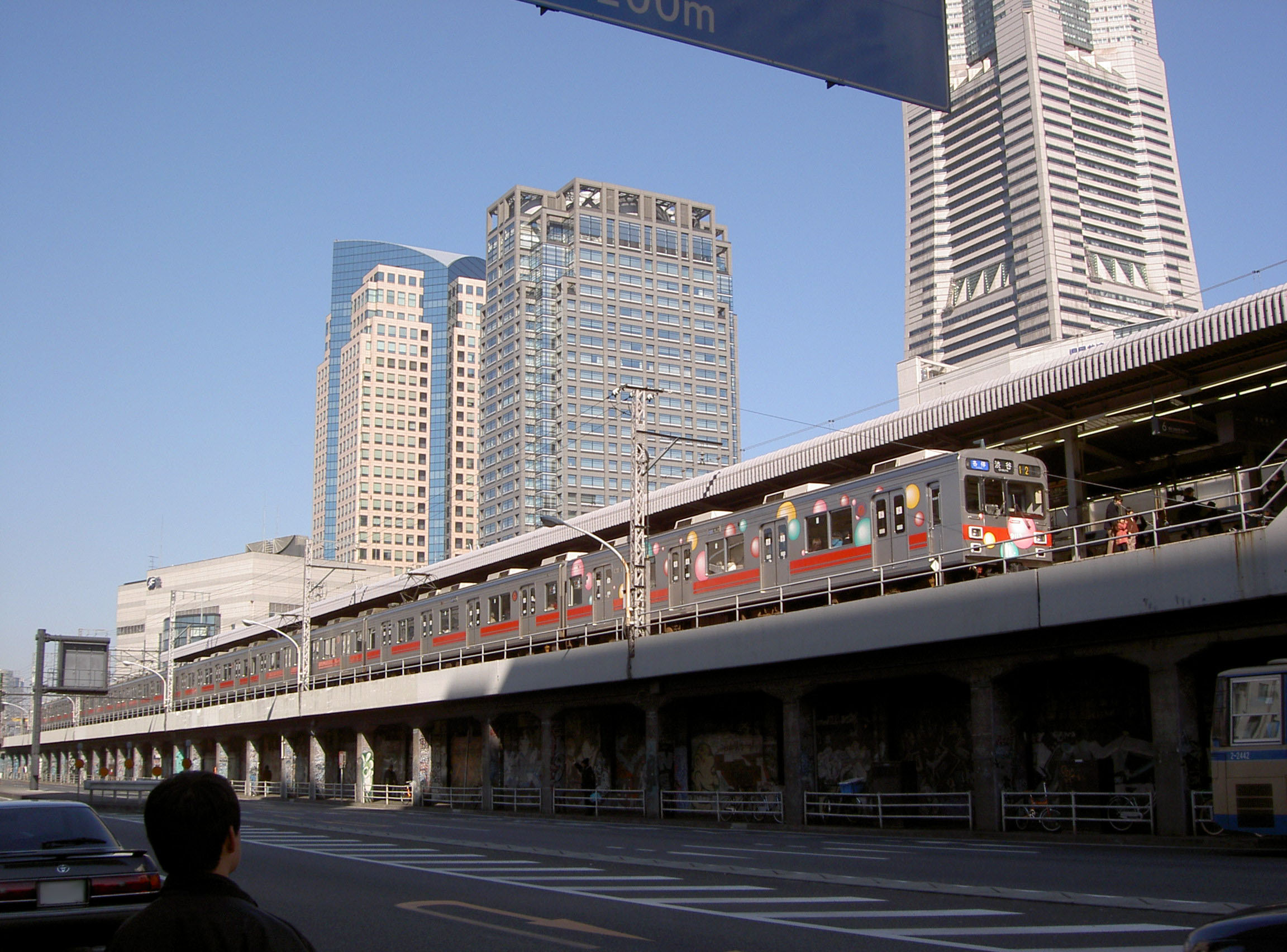
Nhà ga Sakuragicho cũ vào tháng 1 năm 2004

Vào ngày 31 tháng 1 năm 2004, đoạn từ Yokohama tới Sakuragichō bị loại bỏ. Từ ngày 1 tháng 2, các tàu của Tuyến Tokyu Toyoko bắt đầu chạy nối tiếp từ ga Yokohama và trở thành Tuyến Minatomirai.
Ngày 16 tháng 3 năm 2013, đoạn dài 1,4 km giữa Shibuya và Daikan-yama được thay thế bằng đoạn ngầm nhằm nối tiếp với Tuyến Tokyo Metro Fukutoshin ở Shibuya. Hệ thống nhà ga cũ trên mặt đất được đóng cửa sau chuyến tàu cuối cùng vào lúc 1 giờ sáng. Chỉ 4 giờ sau đó, lúc 5 giờ sáng, các tàu đầu tiên của ngày mới bắt đầu sử dụng hệ thống nhà ga ngầm mới, trước đó chỉ để phục vụ ga Tuyến Fukutoshin. Vào thời điểm đó, 1.200 công nhận thực hiện hiệu chỉnh hệ thống đường ray ở ga Daikan-yama dọc theo đoạn đường đã được xây dựng trước, đây là một thành công kỹ thuật đáng nể. Kể từ hôm đó, Các tàu của Tokyu và Đường sắt Đô thị Yokohama có thể chạy nối tiếp phục vụ Tuyến Fukutoshin và xa hơn thế nữa. Tokyo Metro, Tobu, và Seibu thay nhau vận hành các con tàu chạy thông này.

## Sự cố và tai nạn
Ngày 15 tháng 2 năm 2014, hai tàu đã trật bánh và va chạm nhau ở ga Motosumiyoshi làm cho 19 người bị thương. Tuyết rơi dày nhưng tàu vẫn hoạt động với tốc độ bình thường được cho là nguyên nhân chính dẫn tới sự cố.

## Định hướng phát triển
Hệ thống cửa an toàn ngăn cách sàn chờ và đường ray đang có kế hoặc lắp đặt ở tất cả các ga của tuyến cho đến năm 2020.